# 한무영
한무영(Moo-Young Han, 1934년 11월 30일 ~ 2016년 5월 15일)은 한국인 물리학자였으며 미국 듀크 대학의 물리학과 교수였다. 시카고 대학의 난부 요이치로와 함께, 게이지 군 SU(3)에 근거한 쿼크의 양자 색역학을 처음으로 도입했다. 이는 강한 상호작용을 설명하는 바탕이다.

## 생애
그는 1934년 서울에서 태어났다. 한국전쟁 이후에 미국으로 가서 캐롤 콜리지에서 공부했다. 로체스터 대학교에서 박사학위를 받은 후 1967년부터 듀크 대학교의 교수가 되었다. 그는 강한 상호작용에 대한 교과서의 저자이기도 하다.

## 저서
- Han - A Story of Light; A Short Introduction to Quantum Field Theory of Quarks and Leptons (2004)(107)
- Han - Quarks and Gluons; A Century of Particle Charges (1999)(158)